# Ortocentro
In geometria, l'ortocentro (simbolo H, sull'ETC X4) è il 
punto di incontro delle altezze di un triangolo.

Fig.1 - Dimostrazione che l'ortocentro H del triangolo ABC coincide con il circocentro del triangolo A'B'C'.

Per dimostrare che tutte e tre le altezze del triangolo si intersecano in un certo punto H, dato il triangolo ABC in Fig.1, si tracciano da ciascun vertice le parallele ai lati opposti, creando così un triangolo più grande A'B'C'.

All'interno del nuovo triangolo si possono riconoscere i tre parallelogrammi ABA'C - BCB'A - CAC'B. 

Considerando che in ciascun parallelogramma i lati opposti sono di lunghezza uguale, si vede che i lati del nuovo triangolo risultano essere di lunghezza doppia rispetto ai lati del triangolo originale e sono divisi a metà dai vertici dello stesso.

Si vede allora che le altezze del triangolo originale corrispondono agli assi (rette perpendicolari nel punto medio) dei lati del nuovo triangolo. 
Poiché i tre assi dei lati del nuovo triangolo si devono intersecare in un punto che sia il centro della circonferenza circoscritta (vedi circocentro), questo deve valere anche per le altezze del triangolo iniziale. 

Quindi il punto di incontro delle altezze H (ortocentro) è unico, come si voleva dimostrare.

## Proprietà rimarchevoli
- Il suo coniugato isogonale è il circocentro e assieme ad esso giace sulla retta di Eulero, e sono contemporaneamente interni al perimetro poligonale se il triangolo è acutangolo, sul perimetro se rettangolo (esattamente sul vertice a angolo retto), esterno se il triangolo è ottusangolo.
- Nei triangoli acutangoli è il punto che minimizza contemporaneamente sia la distanza complessiva dai vertici, che dai lati del triangolo, siccome le altezze esprimono la minima distanza di un vertice dal lato.
- È l'unico punto in cui triangolo ceviano e triangolo pedale coincidono, e sono nel triangolo ortico.
- Il suo cerchio ceviano corrisponde al cerchio di Feuerbach.

L'ortocentro di un triangolo rettangolo coincide con il vertice dell'angolo retto. Viceversa un triangolo il cui ortocentro coincide con un vertice (o equivalentemente appartiene al perimetro) è rettangolo. Ancora l'ortocentro del triangolo {\displaystyle \Delta (XYZ)} coincide con l'incentro del triangolo formato dai piedi delle altezze del triangolo {\displaystyle \Delta (XYZ)}.
Per i triangoli acutangoli vale la relazione:
{\displaystyle {\frac {a}{\sin \alpha }}={\frac {b}{\sin \beta }}={\frac {c}{\sin \gamma }}={\frac {HX}{\cos \alpha }}={\frac {HY}{\cos \beta }}={\frac {HZ}{\cos \gamma }}=2R}
mentre per i triangoli ottusangoli (occorre il valore assoluto dato che a priori non si sa quale angolo sia ottuso) vale:
{\displaystyle {\frac {a}{\sin \alpha }}={\frac {b}{\sin \beta }}={\frac {c}{\sin \gamma }}={\frac {HX}{\left\vert \cos \alpha \right\vert }}={\frac {HY}{\left\vert \cos \beta \right\vert }}={\frac {HZ}{\left\vert \cos \gamma \right\vert }}=2R}
dove {\displaystyle \alpha ,\beta ,\gamma } sono gli angoli corrispondenti ai vertici {\displaystyle X,Y,Z} rispettivamente mentre {\displaystyle a,b,c} sono le lunghezze dei lati opposti ai vertici  {\displaystyle X,Y,Z} rispettivamente, ed {\displaystyle R} il raggio del circocerchio.
L'ortocentro di un triangolo è esterno al triangolo se e solo se esso è un triangolo ottusangolo.

## Relazione col circocentro
Ortocentro e circocentro sono coniugati isogonali e nella geometria del triangolo hanno diverse caratteristiche che li legano:

In rosso l'ortocentro e i piedi delle altezze, in viola i punti medi sulle altezze, in verde i punti medi dei lati, in blu il centro dei nove punti, e in nero il circocentro

 Le immagini dell'ortocentro rispetto ai piedi delle altezze sui lati e ai punti medi dei lati, giacciono tutti sul circocerchio del triangolo che ha per centro appunto il circocentro; ma se si guarda a fondo in questa proprietà, è possibile notare che i punti medi dei lati e delle altezze, in realtà non sono altro che i punti in cui il cerchio di Feuerbach, o in questo caso meglio detto dei nove punti, interseca il triangolo e che anche nel punti di intersezione con le altezze risulta, a ben vedere, che è sempre l'immagine dell'ortocentro rispetto a questi punti a giacere sulla circonferenza circoscritta, di fatto è possibile mostrare che il cerchio di Feuerbach e l'insieme dei punti medi delle distanze tra il circocerchio e l'ortocentro, per cui ogni sua immagine rispetto ad un punto qualsiasi della sua circonferenza è proiettata direttamente sulla circonferenza circoscritta.
Da quanto sopra si può anche notare come circocentro, centro dei nove punti e ortocentro, siano sempre e in questa sequenza sulla medesima retta, e distribuiti su di essa equidistantemente.
Le tre immagini del circocentro, rispetto ai punti medi dei lati, sono i centri dei tre cerchi di Johnson che per due dei vertici del triangolo, e per l'omonimo teorema si intersecano reciprocamente nell'ortocentro, con raggio pari a quello del circocerchio: il circumraggio. Inoltre unendo i tre punti è ottenibile un triangolo A'B'C' congruente al triangolo di riferimento - avendo centro di rotazione nel centro dei nove punti - rispetto a cui i due punti risultano avere ruoli ribaltati, cioè il circocentro è l'ortocentro del triangolo A'B'C' e viceversa.

## In geometria descrittiva
Con riferimento allo spazio, l'ortocentro di un triangolo ottenuto come sezione retta di un tetraedro K, è il piede della ortogonale al piano alpha di tale sezione, condotta dal vertice V di K. Ovvero: la proiezione ortogonale di V su alpha.